# Suseja
Suseja (hebr. סוסיא) – wieś położona w Samorządzie Regionu Har Chewron, w Dystrykcie Judei i Samarii, w Izraelu.
Leży w południowej części Judei w górach Judzkich, w otoczeniu terytoriów Autonomii Palestyńskiej.

## Historia
Osadę założyli w 1983 osadnicy żydowscy.